# جيوفري فوستر (لاعب كريكت)
جيوفري فوستر (5 أبريل 1935 - ) (بالإنجليزية: Geoffrey Foster)‏ هو لاعب كريكت باربادوسي. شارك مع منتخب الهند الغربية للكريكت.

## وصلات خارجية
- جيوفري فوستر على موقع إي آس بي آن كريك إنفو (الإنجليزية)